# 26ばんめの秋
『26ばんめの秋』（26ばんめんのあき）は、岡林信康が1973年11月21日に、CBS・ソニーより発売した移籍最初のシングル。松本隆プロデュースによるアルバム『金色のライオン』と同時発売された。

## 解説
「26ばんめの秋」は、ラジオでボブ・ディランの「ビリー・ザ・キッド」が流れてきて、アコースティック・ギターだけの、のんびりとした素朴なメロディーと歌いっぷりを聴いたとき、グッと感じて30分ほどで書いた。
「都会を離れ、田舎暮らしをして2年半。少し心も落ち着きを取り戻してきたし、あの歌の内容そのままの出来事もあったりしてね。うちのばあさん（岡林は小さい頃おばあちゃんに育てられて、おばあちゃん子だった）がちょっと入院して、やばい時期があって、それを見舞ったり、姉に二人目の子どもが出来て、俺は叔父さんになってたんだって自覚させられたりして、26歳でね。そんなときに、「ビリーザ・キッド」が流れて、「26ばんめの秋」が生まれたというわけ」。
「この曲ができて、俺はまだ歌が書けるんだ、歌えるんだって感動したんだ。まだまだ書こうと思ったら書けるなぁって。そこからだねぇ、もう一度歌手に戻ろうと思い出したのは」。当初は「おばあちゃん」というタイトルだったが、松本の助言によりこれになった。
「あの娘と遠くまで」は、「俺にとっては、山村の暮らしが俺を生まれ変わらしてくれるんじゃないかという思いがあって、山村での暮らしそのものを「あの娘」に置き換えて作った曲。これは俺の解釈で、聴く人が自由に受け止めてくれればいい」という曲。

## 収録曲
全作詞・作曲：岡林信康

### SIDE A
1. 26ばんめの秋  –  (3:31)

### SIDE B
1. あの娘と遠くまで  –  (4:45)

## 収録アルバム
- 金色のライオン（1973年）
- 1973PM9:00→1974AM3:00（1974年）